# باشگاه فوتبال آرپا
باشگاه فوتبال آرپا (ارمنی: Ֆուտբոլային Ակումբ „Արփա“; انگلیسی: Arpa FC) یک باشگاه فوتبال در شهر یغگنادزور و در کشور ارمنستان می‌باشد که در لیگ دسته اول فوتبال ارمنستان بازی می‌کرد.
این باشگاه در سال ۱۹۹۲ میلادی با نام «باشگاه فوتبال مومیک یغگنادزور» تأسیس شد و در سال ۲۰۰۳ میلادی منحل شد.

## آمار لیگ
| ارمنستان (۱۹۹۲ – ۲۰۰۲)                          |                       |     |      |     |       |      |        |          |     |        |      |
| فصل                                             | دسته                  | سطح | بازی | برد | تساوی | باخت | گل زده | گل خورده | +/- | امتیاز | مکان |
| ۱۹۹۲                                            | لیگ دسته اول          | ۲   | ۲۶   | ۵   | ۷     | ۱۴   | ۲۸     | ۵۲       | -۲۴ | ۱۷     | 18.  |
| ۱۹۹۳                                            | لیگ دسته اول - گروه A | ۲   | ۲۲   | ۷   | ۱     | ۱۴   | ۲۶     | ۴۹       | -۲۳ | ۱۵     | 8.   |
| ۱۹۹۴                                            | لیگ دسته اول          | ۲   | ۱۸   | ۸   | ۳     | ۷    | ۳۸     | ۳۹       | -۱  | ۱۹     | 5.   |
| این باشگاه از سال 1995 تا سال 1998 غیرفعال بود. |                       |     |      |     |       |      |        |          |     |        |      |
| ۱۹۹۹                                            | لیگ دسته اول          | ۲   | ۱۶   | ۲   | ۲     | ۱۲   | ۱۱     | ۴۶       | -۳۵ | ۸      | 8.   |
| ۲۰۰۰                                            | لیگ دسته اول          | ۲   | ۱۶   | ۷   | ۴     | ۹    | ۲۸     | ۱۶       | +۱۲ | ۲۶     | 5.   |
| این باشگاه در سال 2000 غیرفعال بود.             |                       |     |      |     |       |      |        |          |     |        |      |
| ۲۰۰۲                                            | لیگ دسته اول          | ۲   | ۳۰   | ۲۳  | ۳     | ۴    | ۸۵     | ۲۵       | +۶۰ | ۷۲     | 4.   |